# Herb powiatu staszowskiego
Herb powiatu staszowskiego – jeden z symboli powiatu staszowskiego, autorstwa Jerzego Bąka, ustanowiony 8 lipca 2002.

## Wygląd i symbolika
Herb przedstawia na tarczy w polu błękitnym złoty krzyż patriarchalny, pod nim srebrne skrzyżowane szable, natomiast w dolnej części złoty korab. Krzyż nawiązuje do przynależności powiatu do województwa świętokrzyskiego, szable upamiętniają wytwarzane na terenie powiatu tzw. staszówki, natomiast umieszczona w herbie łódź (Korab) symbolizuje związek ze stolicą powiatu – Staszowem. 